# Karch Kiraly

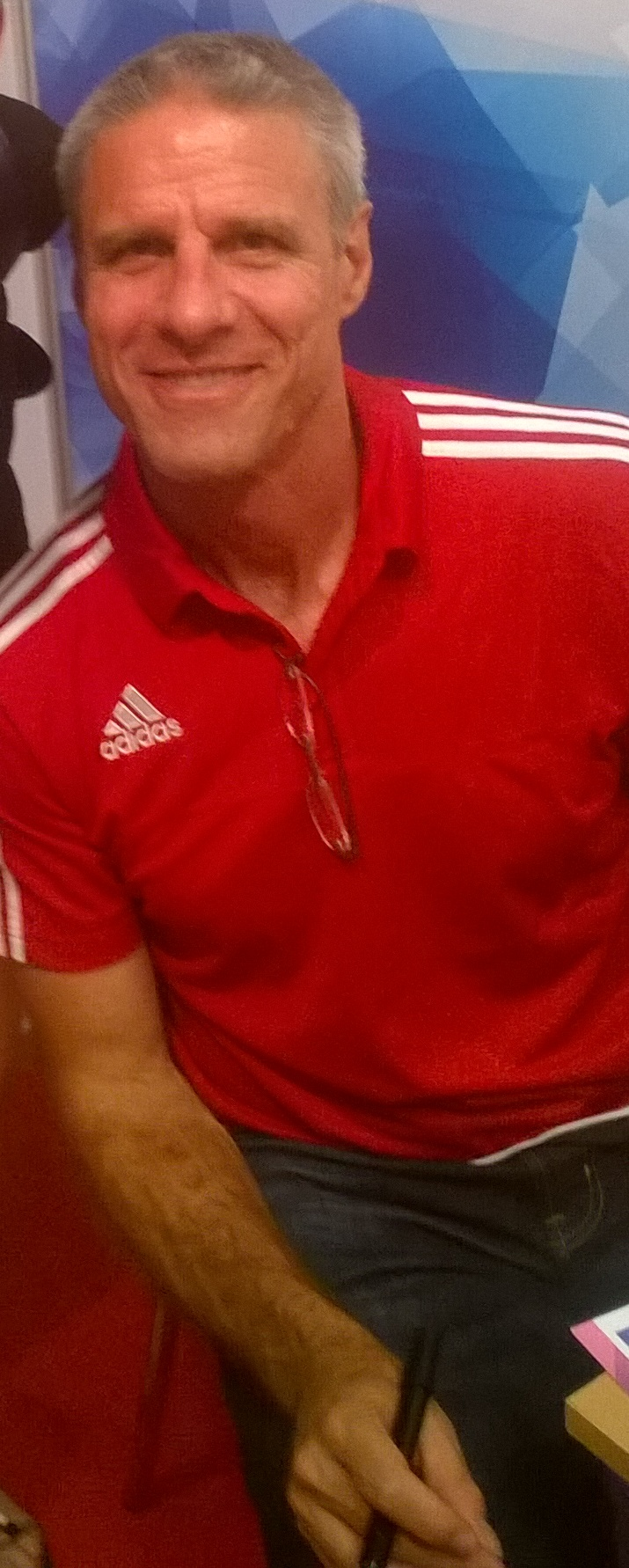
Karch Kiraly na spotkaniu z kibicami przed Meczem Gwiazd - Pożegnanie Pawła Zagumnego w katowickim Spodku, 11 września 2016

Charles Frederick „Karch” Kiraly (ur. 3 listopada 1960 w Jackson w stanie Michigan) – siatkarz amerykański. Grał na pozycji przyjmującego. Uczestniczył w igrzyskach w Los Angeles (1984), Seulu (1988) i Atlancie (1996). Zdobył 3 złote medale.
Jego ojciec był emigrantem z Węgier. Uczył syna gry już od jego lat dziecięcych.
Wartość złota zdobytego przez Amerykanów w Los Angeles podawano w wątpliwość, w turnieju nie uczestniczyła przynajmniej połowa najlepszych drużyn świata. Jednak cztery lata później w Seulu wątpliwości się rozwiały, ekipa USA pokonała w finałowym meczu zespół Związku Radzieckiego.
W Atlancie 36-letni siatkarz wystąpił w turnieju siatkówki plażowej w parze z Kentem Steffesem i tam zdobył swoje trzecie olimpijskie złoto.
Uznany został najlepszym siatkarzem XX wieku w plebiscycie FIVB.

Jest członkiem amerykańskiej galerii sław siatkarskich – Volleyball Hall of Fame.
W latach 2009–2012 asystent Hugh McCutcheona w reprezentacji USA w siatkówce kobiet. Następnie został I trenerem tej drużyny w latach 2013–2024. Jako szkoleniowiec drużyny narodowej USA zdobył mistrzostwo świata w 2014, wygrał World Grand Prix 2015, zdobył brązowy medal w Pucharze Świata 2015, złoty medal World Grand Prix 2015, srebrny World Grand Prix 2016, brązowy na Igrzyskach Olimpijskich w Brazylii 2016, złoto Ligi Narodów w Chinach 2018 i 2019 oraz we Włoszech 2021, złoty medal na Igrzyskach Olimpijskich w Japonii 2020 oraz srebrny medal na Igrzyskach Olimpijskich we Francji 2024. Od 2025 jest selekcjonerem męskiej reprezentacji USA.

## Siatkarz

### Sukcesy klubowe
Puchar Włoch:
- 1991

Mistrzostwo Włoch:
- 1991
- 1992

Klubowe Mistrzostwa Świata:
- 1991

Puchar Europy Mistrzów Klubowych:
- 1992

### Sukcesy reprezentacyjne
Mistrzostwa Ameryki Północnej, Środkowej i Karaibów:
- 1983, 1985
- 1981

Igrzyska Olimpijskie:
- 1984, 1988

Puchar Świata:
- 1985

Mistrzostwa Świata:
- 1986

Igrzyska Panamerykańskie:
- 1987

### Siatkówka plażowa
Igrzyska Olimpijskie:
- 1996

### Nagrody i wyróżnienia indywidualne
- 1985: MVP Pucharu Świata
- 1988: MVP Igrzysk Olimpijskich w Seulu
- 1989: MVP Pucharu Świata
- 1990: AVP Najlepszy Gracz Ofensywny
- 1990: AVP MVP (Najbardziej Wartościowy Gracz)
- 1991: MVP Klubowych Mistrzostw Świata
- 1992: AVP MVP (Najbardziej Wartościowy Gracz)
- 1993: AVP Najlepszy Gracz Ofensywny
- 1993: AVP MVP (Najbardziej Wartościowy Gracz)
- 1994: AVP Najlepszy Gracz Ofensywny
- 1994: AVP MVP (Najbardziej Wartościowy Gracz)
- 1995: AVP MVP (Najbardziej Wartościowy Gracz)
- 1995: AVP Sportowiec Roku
- 1996: AVP Miller Lite Cup – zwycięstwo
- 1997: AVP Powrót Roku
- 1997: AVP Sportowiec Roku
- 1998: AVP MVP (Najbardziej Wartościowy Gracz)
- 1998: AVP Sportowiec Roku
- 2002: AVP Najlepszy Obrońca
- 2002: AVP Specjalne Osiągnięcia

## Trener

### Sukcesy reprezentacyjne

#### kobiety
Puchar Panamerykański:
- 2013, 2017
- 2021

Mistrzostwa Ameryki Północnej, Środkowej i Karaibów:
- 2013, 2015, 2019
- 2023[4]

Puchar Wielkich Mistrzyń:
- 2013
- 2017

Mistrzostwa Świata:
- 2014

World Grand Prix:
- 2015
- 2016

Puchar Świata:
- 2015

Igrzyska Olimpijskie:
- 2020
- 2024[5]
- 2016

Liga Narodów:
- 2018, 2019, 2021